# 暗冠蓝鸦
暗冠蓝鸦（学名：Cyanocitta stelleri），又名斯特勒蓝鸦（Steller's Jay），原生於北美洲西部和中美洲，共有6个亚种，是分布於北美洲其余地区的冠蓝鸦的近缘种，外形的不同之处在於暗冠蓝鸦的头颈部为黑色。它们是落基山脉西部唯一一种北美洲松鸦，在所有的北美洲松鸦中，只有它们和冠蓝鸦有顶冠。它们生性大胆、好奇、聪明、顽皮、吵闹，大部分时间都在森林上层活动，有时到地面上是为了勘察来访者以及觅食。
暗冠蓝鸦的学名是以德国自然学家格奥尔格·威廉·斯特勒（Georg Wilhelm Steller）命名的，他於1741年在阿拉斯加海岸的探险途中发现了此物种。

## 特征

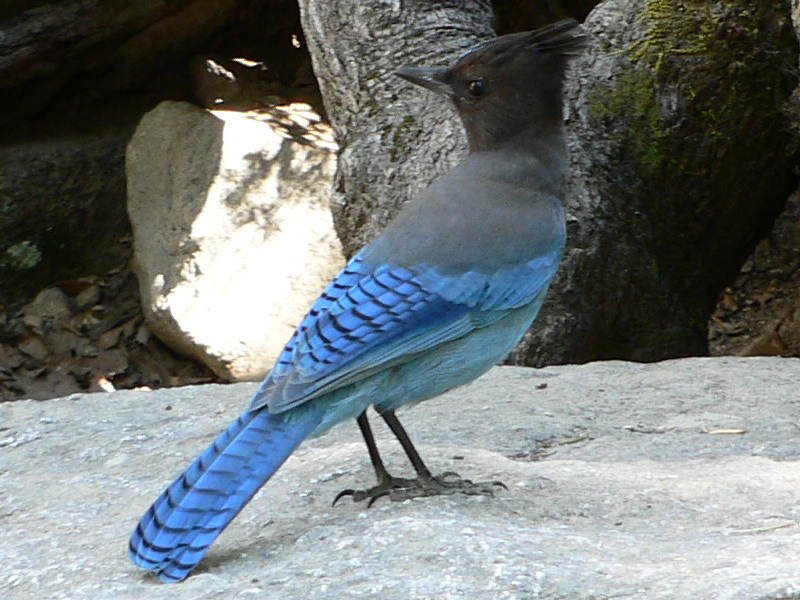
回头张望的暗冠蓝鸦，摄於優勝美地國家公園

暗冠蓝鸦在其分布区内表现出很大的区域性差异。北方的暗冠蓝鸦头部为黑褐色，而南方的暗冠蓝鸦头部颜色趋向深蓝色。在墨西哥南部，1/9的暗冠蓝鸦顶冠为黑色，而其余的冠蓝鸦顶冠为蓝色。暗冠蓝鸦与冠蓝鸦相比喙更纤细，腿更修长，顶冠更明显。它们的喙纤直，强壮并微微钩曲。前额为黑褐色，上有深蓝色条纹。肩部和胸部为银灰色，初级飞羽和尾羽为深蓝色，并有黑色条纹，腹部为深蓝色，而不像其他北美洲松鸦有白色的腹部。它们在地面和树枝上会用两条有力的长腿跳来跳去，并会时常停驻，突然翘起它们的脑袋观察周围的环境。它们的空间记忆能力极强，能清楚地记住自己的贮食地点，有时还会偷袭加州星鸦（Nucifraga columbiana）和其他北美洲松鸦的贮食所。
历史上记载的最长寿的暗冠蓝鸦是16岁1个月大。
它们非常社会化，常常集体行动，时常互相追逐嬉戏，或是与其他鸟类集群行动。作为山林中最善於鸣叫的鸟类之一，它们对周围发生的事件非常敏感，常常组织拟攻行为驱走掠食者和危险的入侵者。

### 鸣叫
冠蓝鸦和其他鸦科鸟类一样拥有变化多端的鸣叫声。它们的普通鸣叫声为连续的“SHACK-Sheck-sheck-sheck-sheck-sheck”，另外类似老式水泵的声音“skreeka！skreeka！”也很常见，此外它们还会发出柔软的、喘着粗气的“呼嘟呼嘟”的哨音，而报警鸣叫声是粗糙刺耳的“哇”声。它们在接近采食区时会模仿红尾鵟和赤肩鵟（Buteo lineatus）的鸣叫声，这样其他鸟类听到这种叫声就会因惊吓而飞走，这时暗冠蓝鸦就可以在采食区独享美餐了。它们的一些叫声因性别而异，雌鸟常发出咯咯声，而雄鸟常发出高音的“咯喱”声。它们的模仿能力很出色，不仅能模仿野鸟的鸣叫，还能模仿松鼠、猫、狗、鸡的叫声，以及一些机械声音。

## 分布

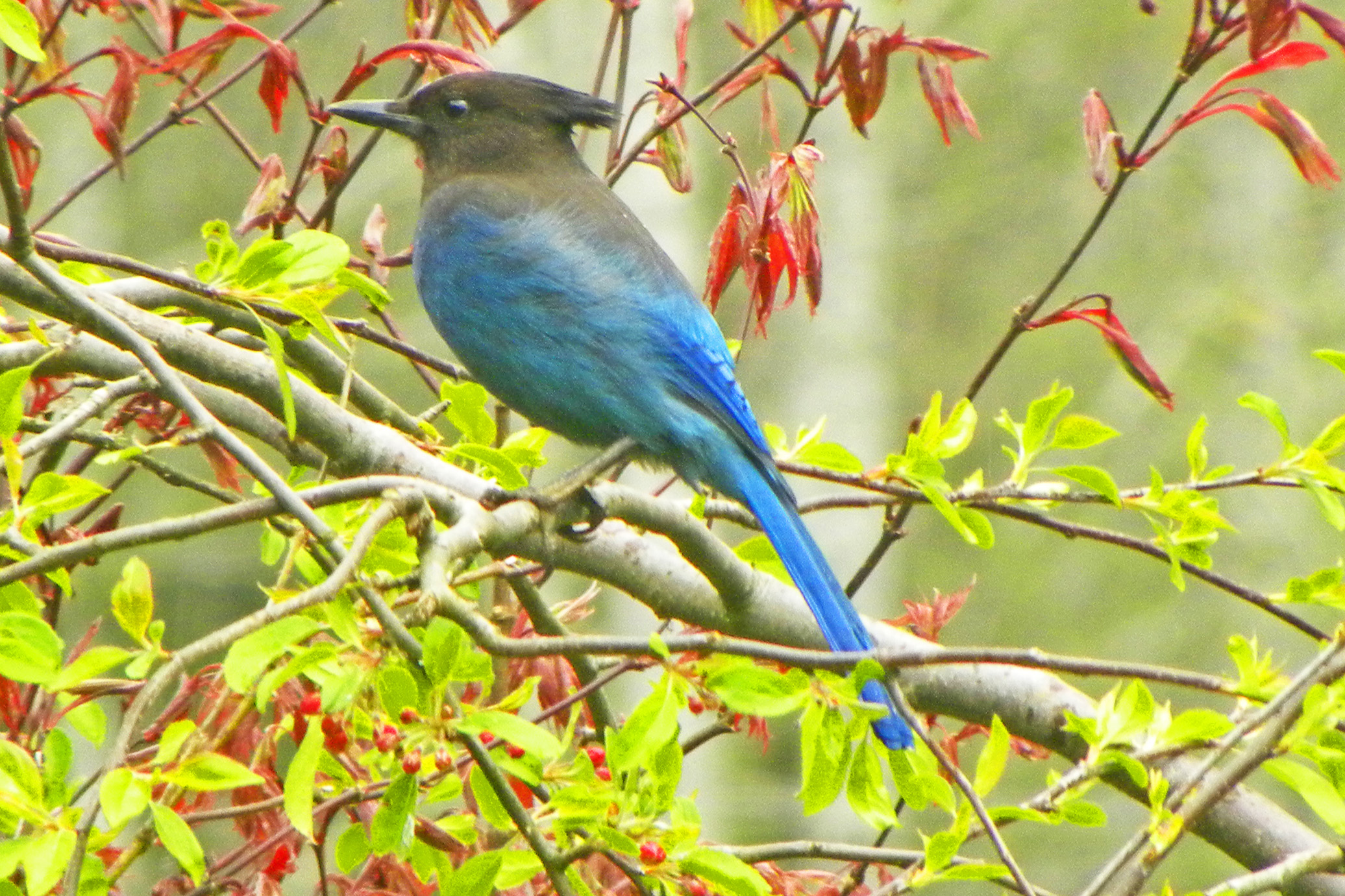
暗冠蓝鸦，摄於俄勒冈州阿斯托利亚

它们遍布北美洲西部，北至阿拉斯加，南至中美洲，东至得克萨斯州西南部，而这些地区内基本没有冠蓝鸦生活。在科罗拉多州有一些二者的杂交种存在。它们一般居住在固定地点，不过冬季时会向低海拔地区迁移。

### 栖息地
它们常见於针叶林和混合林中，但不喜过於茂密的森林，因为它们需要开放的环境。它们一般集结成10只以上的小群落。它们能生活於各个海拔带，常见於海拔900－3000米的地带，最高可达高山林木线，不过它们一般不会在如此高海拔的地区生活。它们在太平洋沿岸山脚下的常绿森林中也很常见，在住宅区和农耕区也是很普遍的。在美国西南部和墨西哥，它们生活在由松树和橡树组成的林地中。一般来说，暗冠蓝鸦并不作远程迁徙，但会在冬季来临的时候迁往海拔较低的树林。在一些大规模的越冬迁徙中，它们也可能越过一些如索诺兰沙漠一样不寻常的栖息地。

## 习性

### 觅食

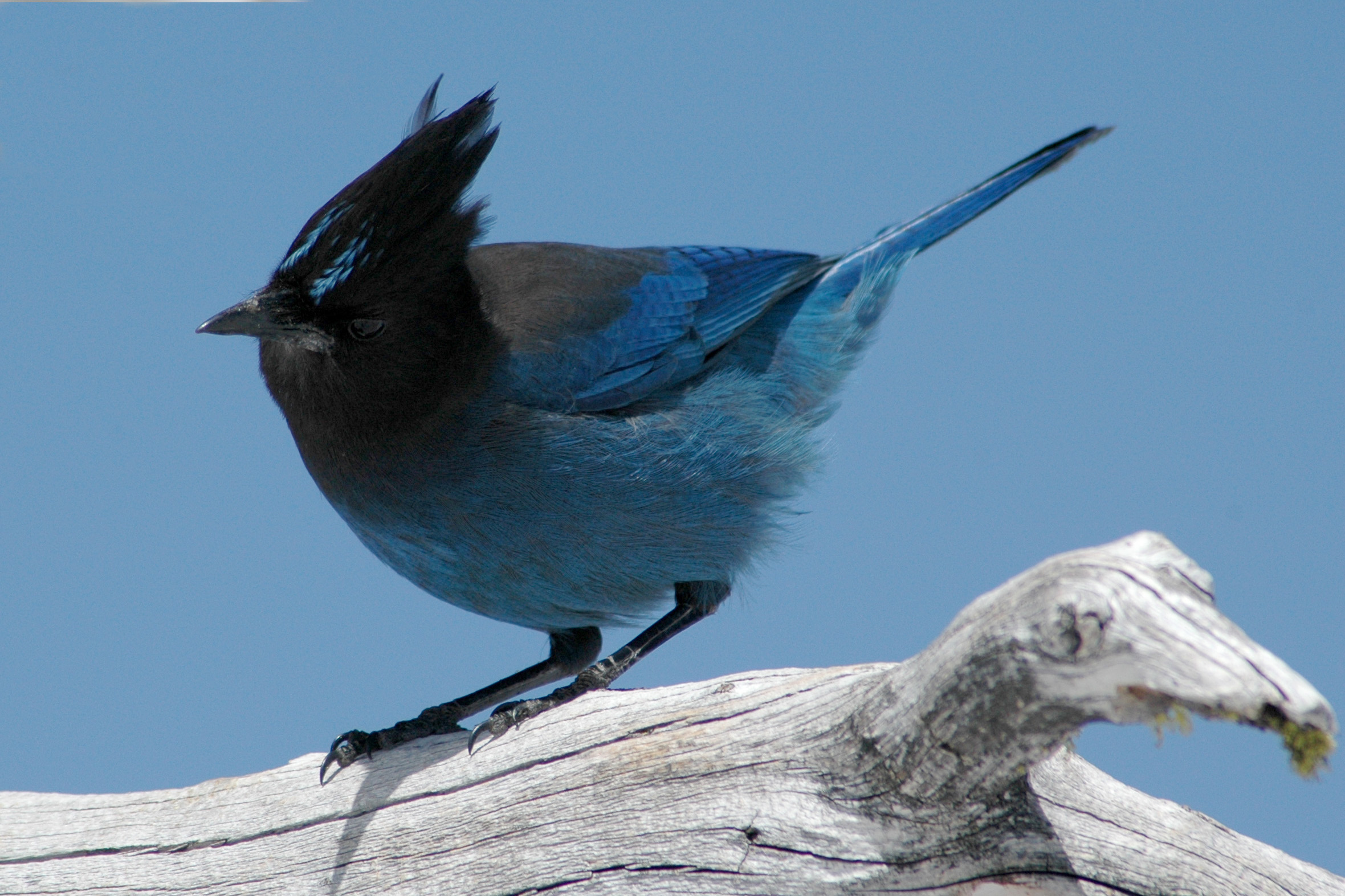
暗冠蓝鸦，摄於美国俄勒冈州火山口湖

它们是杂食动物，2/3为植物性食物，1/3为动物性食物。食物的来源非常广泛，包括多种坚果、种子、浆果和其他果实，多种无脊椎动物、蛋、小型啮齿动物和雏鸟，甚至腐肉也被它们食用。它们是常见的巢穴掠食者，会偷食多种鸟类的蛋和雏鸟。有时它们也捕食一些爬行动物，包括蛇和蜥蜴。橡子和松子在繁殖期外是它们的主要食物，鸟类喂食器中的花生、葵花籽和牛脂也是它们常见的食物。它们每次会将数个橡子或是扁叶松子叼在嘴里和喉中，然後一个个地埋在地下或是藏进树洞里，这是为冬季贮存食物以备以後食用。它们也会食用人类留下的食物，如野餐和露营过後的残羹剩饭。它们善於投机，常常从别的鸟类手里偷窃食物，或是仔细寻找人们给它们的食物。它们偶尔也会击杀一些小型成年鸟类，如侏儒鳾（Sitta pygmaea）和灰蓝灯草鹀（Junco hyemalis）。

### 繁殖
暗冠蓝鸦伴侣会共同选择筑巢地点，一般把巢修筑在针叶林中，不过有时也会修筑在树洞里。它们会将巢修筑在靠近树干的水平树枝上，常常接近树顶，当然，它们偶尔也会把巢修筑在接近地面的地点。它们的巢与冠蓝鸦的巢结构类似，不过体积要大一些，直径达到25－43厘米，高度15－17厘米，深度6－9厘米。它们会共同搜集巢材，巢材包括各种自然材料，如根茎叶、树枝和苔藓，以及废弃物，并用软泥黏结，巢内部用针叶、柔软的小根和毛发铺垫。在所有的北美洲松鸦中，只有它们和冠蓝鸦会将软泥用於筑巢。像许多其他北美洲松鸦一样，它们也会窃取其他鸟类的巢。它们一年产卵一次，在繁殖期会产下2－6枚卵。它们的卵为椭圆形，表面较为光滑，颜色多变，可能是白色或淡绿色，上游棕褐色或橄榄色的斑点。卵由雌鸟孵化，一般需要16－18日。

## 文化象征
暗冠蓝鸦是不列颠哥伦比亚的省鸟。